# Buy Buy Baby
Buy Buy Baby, Inc., av företaget skrivet buybuy Baby, Inc., är ett amerikanskt detaljhandelsföretag som säljer babyprodukter. De har till sitt förfogande 132 butiker i 37 amerikanska delstater och Kanada för den 27 februari 2021. Företaget är ett dotterbolag till Bed Bath & Beyond.
Detaljhandelskedjan grundades 1996 av bröderna Jeffrey och Richard Feinstein, söner till Leonard Feinstein som var medgrundare till Bed Bath & Beyond, när de öppnade en butik i Garden City i New York. I mars 2007 blev företaget uppköpta av just faderns företag BBB för 67 miljoner amerikanska dollar.
Huvudkontoret ligger i Union i New Jersey.